# Lasioglossum podolicum
Lasioglossum podolicum là một loài Hymenoptera trong họ Halictidae. Loài này được Noskiewicz mô tả khoa học năm 1925.